# Malajisk sibetkatt
Malajisk sibetkatt (Viverra tangalunga) är en däggdjursart som beskrevs av Gray 1832. Den ingår i släktet Viverra, och familjen viverrider.

## Utseende
Arten blir 61 till 67 cm lång (huvud och bål), har en 28,5 till 35,5 cm lång svans och 9,4 till 10,5 cm långa bakfötter. Vikten ligger oftast vid 4 till 5 kg. Pälsen har på ovansidan en gråaktig grundfärg. Dessutom finns en svart längsgående strimma på ryggens mitt och många svarta fläckar. Grundfärgen på halsens undersida och på buken är vit. Typiskt är breda tvärgående svarta band på främre halsen. Extremiteternas päls är mörkare än bålens päls och på svansen förekommer cirka 15 svarta ringar som kan vara ofullständiga på undersidan. Jämförd med indisk sibetkatt och Viverra megaspila är arten mindre och dessutom har malajisk sibetkatt fler ringar på svansen.
Liksom andra släktmedlemmar har arten fem fingrar vid framtassarna och fem tår vid bakfötterna. Långfingret och ringfingret har en utväxt av hud vid spetsen som täcker de tillbakadragna klorna. I varje käkhalva finns 3 framtänder, 1 hörntand, 3 till 4 premolarer och 1 till 2 molarer.

## Utbredning och ekologi
Detta rovdjur förekommer i Sydostasien. Utbredningsområdet sträcker sig över södra Malackahalvön, Sumatra, Borneo, Filippinerna, delar av Sulawesi och möjligen även Java. Den malajiska sibetkatten vistas i olika slags skogar och den uppsöker även jordbruksmark och trädgårdar. I bergstrakter lever den upp till 1200 meter över havet.
Individerna är främst aktiva på natten och de går oftast på marken. På dagen vilar de i den täta undervegetationen eller i andra gömställen. Varje individ har ett revir som är 70 till 110 hektar stort och reviren överlappar bara lite. Malajisk sibetkatt äter olika ryggradslösa djur och diverse små ryggradsdjur. Den smyger ibland fram till skogsarbetarnas kvarter för att stjäla mat. Födan kompletteras ibland med frukter. I områden med skogsbruk äter malajisk sibetkatt inte lika ofta frukter som andra arter av släktet Viverra.
Vid djurets anus finns en körtel som producerar sibetolja. Oljan används antagligen för kommunikationen mellan artfränder eller i försvarssyfte, liksom skunkarnas illaluktande sekret. Fortplantningssättet antas vara lika som hos andra släktmedlemmar.

## Status
Djuret anses i vissa regioner som skadedjur och det jagas därför med hund eller fångas med fällor. Köttet används ibland som mat. Beståndet minskar däremot inte. IUCN kategoriserar arten globalt som livskraftig.

## Underarter
Arten delas in i följande underarter:
- V. t. tangalunga
- V. t. lankavensis

## Bildgalleri

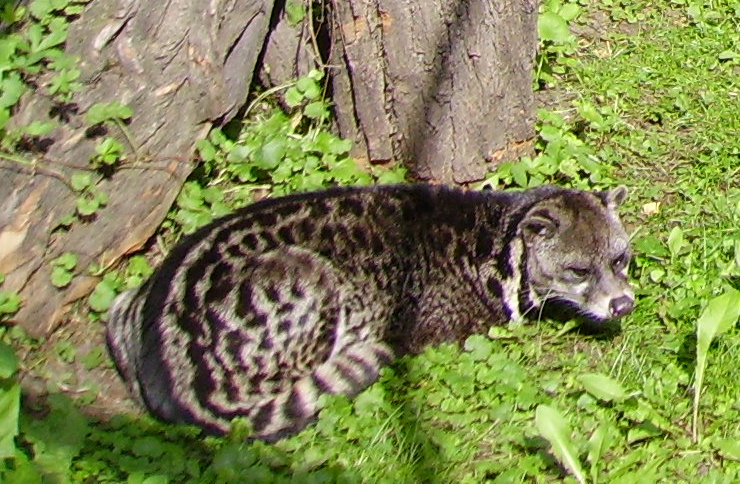
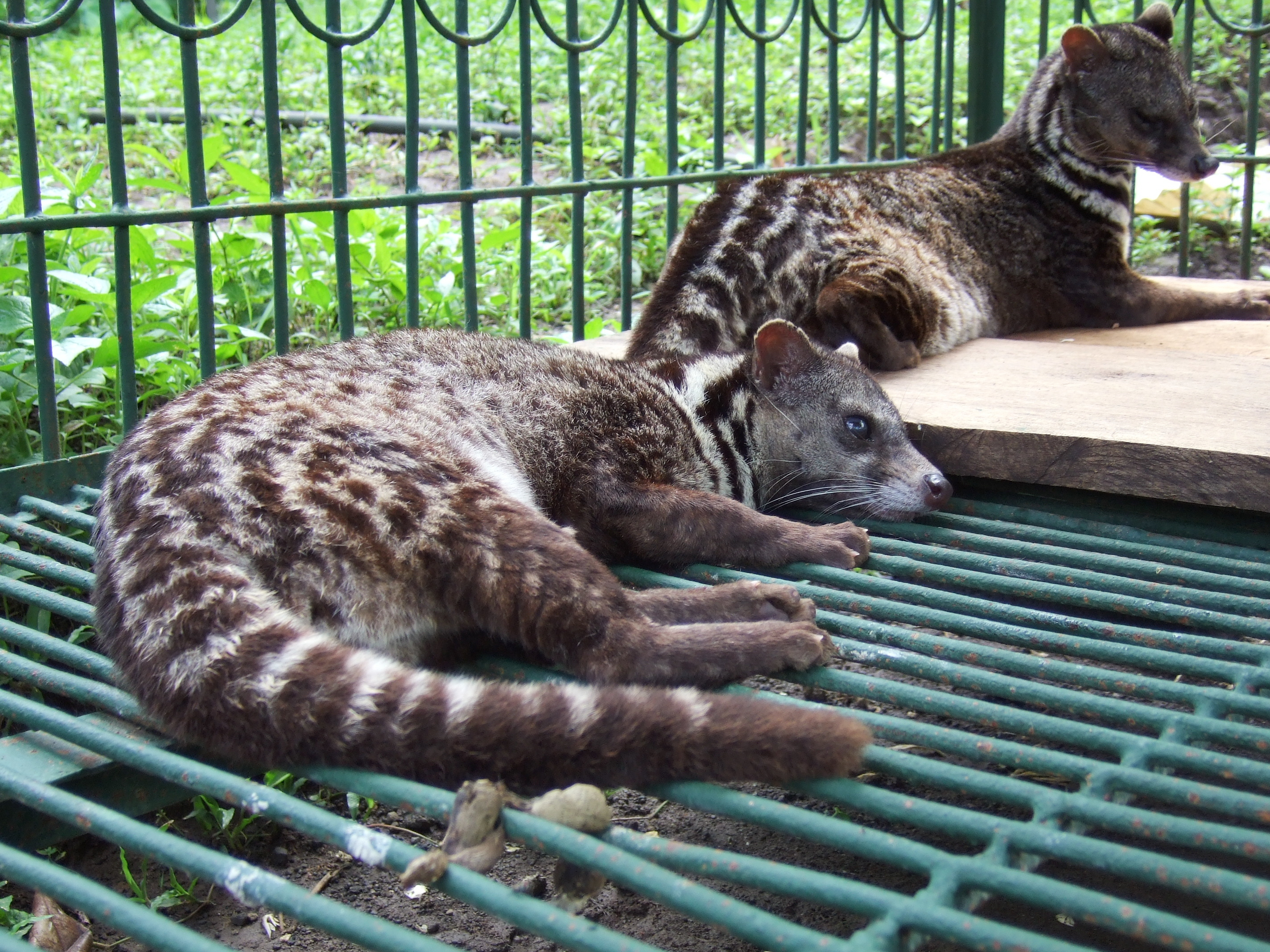